# Theodor Taube
Theodor Taube (* 1. Februar 1864 in Sankt Petersburg, Russisches Kaiserreich; † 22. Mai 1919 in Riga, Lettische SPR), mit vollem Namen Theodor Eduard Taube, lettisch Teodors Taube, war ein deutschbaltischer Pastor. Er gilt als evangelisch-lutherischer Märtyrer und ist auf dem Rigaer Märtyrerstein verzeichnet.
Die Datumsangaben in diesem Artikel richten sich, wenn nicht anders angegeben, für den Zeitraum bis 1918 nach dem julianischen Kalender.

## Leben

### Jugend und Werdegang
Theodor Taubes Vater Dr. med. Alexander Taube stammte aus Riga und war Arzt in St. Petersburg, wo sein Sohn geboren wurde, der ebenfalls Riga als seine Heimat betrachtete. In St. Petersburg besuchte Theodor Taube von 1872 bis 1881 die reformierte Kirchenschule, die er mit dem Abitur abschloss. Von 1881 bis 1887 studierte er Theologie an der Kaiserlichen Universität Dorpat. Vom 23. Februar 1883 bis 1885 war er Mitglied des Theologischen Vereins Dorpat. Daneben gehörte er der Fraternitas Rigensis an. Er schloss sein Studium mit dem Grad des Kandidaten ab. 1887 bestand er seine Prüfungen vor dem Konsistorium in Riga. Sein Probejahr verbrachte er von 1887 bis 1888 bei Propst Kaehlbrandt in Neu-Pebalg in Livland. 
Am 1. April 1888 wurde er in Riga von General-Superintendent Girgensohn zum Vikar der Sprengel Wenden und Walk ordiniert. Im September desselben Jahres wurde er nach Riga gerufen. Dort war er zunächst Vikar an der Martinskirche.
Danach wurde er zum Nachmittagsprediger am Dom zu Riga gewählt. Seine Präsentationspredigt hielt er am Sonntag, dem 14. Augustjul. / 26. August 1888greg.. Dieses Amt hatte er bis Februar 1891 inne. 

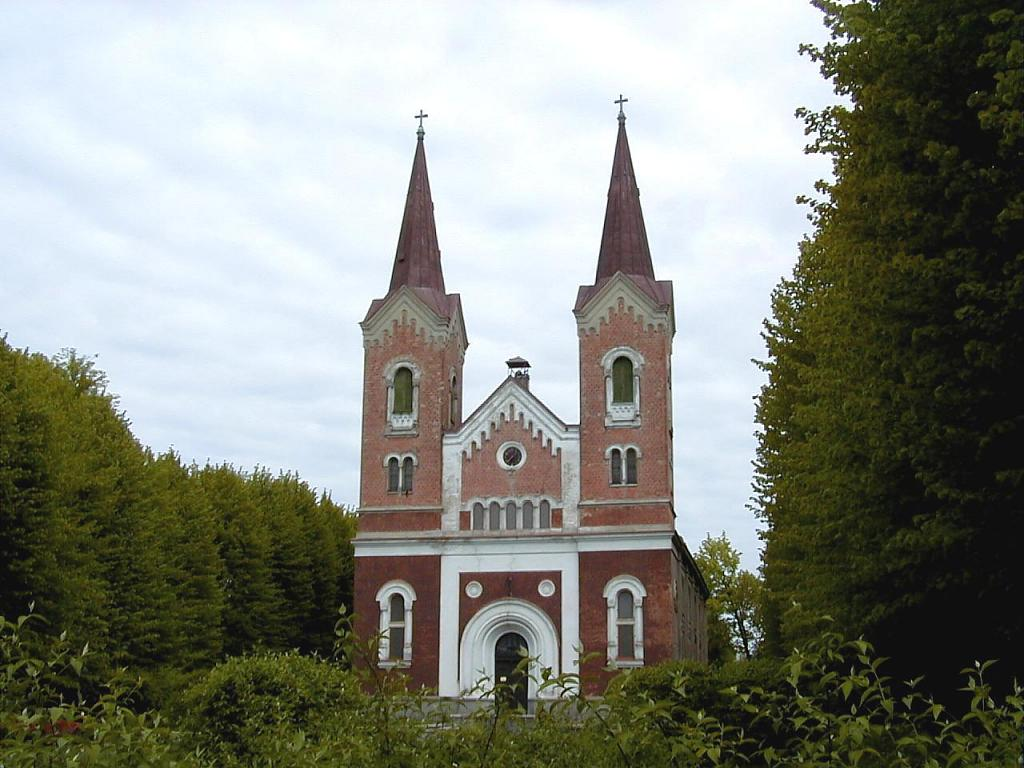
Martinskirche in Riga

Ab 1891 war er Pastor-Adjunkt in der örtlichen Martinsgemeinde. 1892 heiratete er Lucie Rahlenbeck.
Von Taube gesammelte Spenden wurden des Öfteren in der Presse erwähnt.
Am Freitag, dem 22. Junijul. / 5. Juli 1901greg., hielt er in der Martinskirche um 11 Uhr 30 einen Festgottesdienst anlässlich des 700-jährigen Jubiläums der Stadt Riga.
Am Sonntag, dem 27. Oktoberjul. / 9. November 1902greg., erstattete er Bericht bei dem deutschsprachigen 17-Uhr-Gottesdienst zur 50-Jahr-Feier der alten Martinskirche. Zu diesem Anlass hatte er auch ein Gedenkblatt mit dem Titel „Die Martins-Kirche in Riga“ herausgegeben. (Siehe Kapitel „Werke“.)

### Pastor der neugegründeten deutschen Martinsgemeinde
Als die Gemeinde 1904 in eine deutsche und eine lettische geteilt wurde, übernahm Theodor Taube als erster selbständiger Prediger und ordentlicher Pastor die deutsche Gemeinde, die er innerlich und äußerlich aufbaute. Er arbeitete in zahlreichen Vereinen, Anstalten und Zeitschriften mit; seine Arbeit als Pastor stand aber für ihn im Mittelpunkt. Er schätzte es nicht, halbe Sachen zu machen. In Riga begann die Innere Mission, sich positiv auf die Struktur der Gemeinden auszuwirken. Vor diesem Hintergrund versuchte auch Taube, die Gemeinde durch die Gründung von lebendigen Arbeitsgemeinschaften zu beleben. Es gelang ihm, die Kirchenvormünder als Mitarbeiter für die Gemeindepflege zu gewinnen. Er gründete Vereine, um die Jugend zusammenzuschließen und führte Kindergottesdienste ein. Er sorgte für die Organisation der Armenpflege und Gemeindediakonie. 
Auf seine Initiative ist die Erbauung eines eigenen Pastorates mit Diakonissenstation und einem großen Gemeindesaal zurückzuführen. Das Gemeindeleben konnte durch die Einführung einer freiwilligen Kirchensteuer unterhalten werden. Er sorgte für eine Kollekte für die Errichtung einer eigenen Martinskirche für die deutsche Gemeinde und gründete gemeinsam mit H. Creutzburg den Martins-Kirchen-Chor. Wichtig für Taube war das Gebet, die Verkündung des Evangeliums von der Gnade Gottes und der Kampf gegen seine eigenen Sünden.  
Im Oktober 1905 half er mit bei der Gründung eines Gesangskreises für Kinder aus Thorensberg, Hagensberg und Sassenhof, indem er das neue deutsche Pastorat für die Proben zur Verfügung stellte.
Am 19. August 1907 um 15 Uhr 30 hielt er als Mitglied des Schulrats in der Martinskirche die Eröffnungsrede über den zwölfjährigen Jesus im Tempel (Lk 2,41-52 ) bei der kirchlichen Eröffnungsfeier der deutschsprachigen Hollander-Elementarschule des Deutschen Vereins in Livland. Dabei betonte er die Sätze „Soll ich nicht sein in dem, was meines Vaters ist“ und „er war ihnen untertan“. Den ersten Satz bezog er auf das Recht jedes Volkes, in seinem angestammten Gebiet zu leben, aber auch, vor allem an die Lehrkräfte gerichtet, auf das Bestreben, Glied des Reiches Gottes sein zu wollen. Mit dem zweiten Satz ermahnte er die Schüler, sich in der Schule gut zu benehmen. Er hob die Bedeutung der Schule in nationaler und religiös-sittlicher Beziehung hervor.
Die Schule musste sich zunächst auf angemietete Räume beschränken, so dass kein ausreichender Platz für die Bewerber zur Verfügung stand. So beteiligte sich Taube im Juli 1908 als Schriftführer des Schulrates an der Geldsammlung für den Neubau der Schule.
Am 21. Dezember 1909 um 13 Uhr hielt er die Einweihungsrede für das neue Schulgebäude. Das Fundament der Schule müsse das Evangelium sein; die Schüler könnten nur erfolgreich sein, wenn sie Christus als ihren unsichtbaren Führer in dieser Schule betrachten würden. Dann erbat er den Segen Gottes für diese „Stätte christlicher Zucht und Sitte“ und sprach das Vaterunser.

### Kriegszeit
Für den Herbst 1914 war der Baubeginn der eigenen deutschen Kirche vorgesehen. Die neugegründete Gemeinde prosperierte innerlich wie äußerlich und war auf 6000 Mitglieder angewachsen, als der Erste Weltkrieg ausbrach. Viele Deutsche, die Mitglieder der Gemeinde waren, wurden verbannt, außerdem evakuierte der russische Staat die Fabriken in den russischsprachigen Teil des Reichs. Die Beamten und Arbeiter mussten mit abwandern. Die Gemeinde schrumpfte auf 1200 Mitglieder zusammen. Die Kirche konnte nicht mehr gebaut werden; das für den Bau vorgesehene Geld wurde ebenfalls in das russischsprachige Gebiet gebracht und verschwand. Ein Bereich des Gemeindelebens nach dem anderen kam zum Stillstand, da der personelle und finanzielle Aufwand nicht mehr geleistet werden konnte. Der Pastor sah untergehen, was er aufgebaut hatte. Er akzeptierte dies als Entscheidung Gottes und bemühte sich umso mehr um das, was von der Gemeinde übriggeblieben war. Das Schrumpfen der Gemeinde brachte dem Pastor mehr Freizeit, die er mit seiner Familie verbrachte. Seine Ehe war glücklich; er hatte zehn Kinder, um die er sich als Vater und Freund kümmern konnte, und fand auch die Zeit, mit ihnen zu spielen. 
Der Krieg brachte große wirtschaftliche Probleme für die Familie; Taube behielt aber seine Freude und Dankbarkeit gegenüber Gott, die er auch an seine Familie vermittelte. Die Situation verschlimmerte sich im Lettischen Unabhängigkeitskrieg; die Kinder magerten ab, konnten aufgrund der genannten Erziehung aber weiterhin lachen. Als die Bolschewiki einzogen, war es für den Pastor selbstverständlich, bei seiner  kleinen Gemeinde zu bleiben. In seinen Predigten spendete er ihr Trost und Freude. Er stand klar zu seiner ablehnenden Haltung dem neuen Regime gegenüber. Besonders deutlich wurde dies bei Beerdigungen von Personen, die von den Bolschewiki hingerichtet worden waren. Allabendlich bat er Gott um Schutz für seine Familie, er äußerte Dank für jeden Tag, den er noch mit seiner Familie verbringen konnte. Er rechnete mit allem, ohne sich davon belasten zu lassen. 

### Festnahme, Haft und Hinrichtung
Am Samstag, dem 5. April 1919 bereitete er die Predigt vor, als er festgenommen wurde. Er bat die Bolschewiki, mit ihm zu Abend zu essen, unterhielt sich in gewohnter Weise mit seiner Familie, betete kurz und ließ sich dann abführen. Im Untersuchungsgefängnis wurde er einer Leibesvisitation unterzogen. Dabei wurde ihm sein Neues Testament abgenommen, da es sich dabei um unerlaubte Lektüre handele. Dies machte Taube wütend, der ansonsten während seiner gesamten Haft im Rigaer Zentralgefängnis genauso gelassen blieb wie immer. Die Arbeit mit Spaten und Beil war er gewohnt, weshalb er die Zwangsarbeit nicht als erniedrigend empfand. Auch in Haft kam er seiner pastoralen Arbeit nach. Er musste auf dem Friedhof Gräber ausheben, was er wie selbstverständlich tat. Wenn aber die Särge hinabgelassen wurden, predigte er den Wärtern und den anderen Gefangenen Gottes Wort und betete mit ihnen. Seine Gefangenschaftsbriefe enthielten keine Klagen; zu der Lebensgefahr äußerte er sich nicht. Er war auf seinen Tod vorbereitet. Wenn es ein Anzeichen dafür gab, dass er der Meinung war, dass ein Brief sein letzter sein könne, so bestand dies darin, dass er sich besonders innig bei seiner Frau und seinen Kindern bedankte und Gott besonders stark lobte.
Für den 1. Mai 1919 erwarteten die Gefangenen eine Amnestie, die aber ausblieb. Sie waren zwischen Hoffnung und Schicksalsergebenheit hin- und hergerissen.
Am 22. Mai stand das Gefängnis kurz vor der Erstürmung durch den Stoßtrupp der Baltischen Landeswehr, wovon die Gefangenen nichts wussten. Kurz vor dem Rückzug der Bolschewiki aus Riga wurden Taube und 32 Mitgefangene (siehe die untenstehende Liste) am Nachmittag aus ihren Zellen geführt. Sie wurden in geordnetem Zug durch die langen Korridore unter schwerer Bewachung auf den Gefängnishof gebracht. Dort hatten Soldaten der Roten Armee, welche die Wachmannschaft bildeten, Aufstellung genommen, und erschossen nun alle Hinausgeführten. 
Sofort danach flohen die Soldaten und Kommissare. Wenig später bahnte ein Panzerwagen der Landeswehr sich den Weg zum Gefängnis; die Verwandten der Gefangenen folgten ihm in den Hof. Sie waren erschüttert von dem Anblick, der sich ihnen bot. Im Rock Theodor Taubes fand man einen Zettel, auf dem in seiner Handschrift stand:

„Gottes Wege sind wunderbarlich — Er führt es aber herrlich hinaus.“

(Nach Jes 28,29 .)

## Nachleben
Die Trauerfeier für Theodor Taube fand am Dienstag, dem 27. Mai 1919, um 15 Uhr in der Martinskirche statt. Pastor Hillner sprach am Altar, Pastor Rosenberg auf der Kanzel. Der Sarg wurde von den Kirchenvormündern hinausgetragen. Anschließend erfolgte die Beerdigung bei schönem Wetter auf dem Martinskirchhof. Es schien die gesamte Gemeinde anwesend zu sein. Ein Mitgefangener dankte dem Verstorbenen für den geistlichen Beistand, den er den Gefangenen hat zukommen lassen. Th. Augsburg dankte ihm im Namen der Gemeinde für seine seelsorgerische Tätigkeit. Der Blumenschmuck, der nach Schließung des Grabes niedergelegt wurde, war reichlich und vielgestaltig.
Insbesondere zum Gedenken an die acht Pastoren wurde genau ein Jahr nach den Hinrichtungen der Rigaer Märtyrerstein eingeweiht. Noch mehr Inhaftierte wurden von den Bolschewiki in die Russische Sozialistische Föderative Sowjetrepublik verbracht. Einige kehrten erst nach ein oder zwei Jahren zurück.

## Werke
- Die Martinskirche in Riga, W. F. Häcker, Riga 1902[24]